# Chor Hooi Yee
Dans ce nom, le nom de famille, Chor, précède le nom personnel.
Chor Hooi Yee, née le 4 mai 1979, est une joueuse malaisienne de badminton.

## Carrière
Elle remporte la médaille d'argent en double dames avec Lim Pek Siah aux Jeux du Commonwealth de 1998.
Elle est médaillée d'or en double mixte avec Chew Choon Eng aux  Jeux d'Asie du Sud-Est de 1999 et médaillée de bronze en double mixte avec Roslin Hashim aux Jeux d'Asie du Sud-Est de 1995.